# Kanton Pont-de-Buis-lès-Quimerch
 Pont-de-Buis-lès-Quimerch is een kanton van het Franse departement Finistère. Het kanton maakt deel uit van de arrondissementen Brest (13) en Châteaulin (4).

In 2020 telde het 27.714 inwoners.

Het kanton werd gevormd ingevolge het decreet van 13 februari 2014, met uitwerking op 22 maart 2015, met Pont-de-Buis-lès-Quimerch als hoofdplaats.

## Gemeenten
Het kanton omvat volgende gemeenten :
- Daoulas
- Dirinon
- Le Faou
- Hanvec
- Hôpital-Camfrout
- Irvillac
- Logonna-Daoulas
- Loperhet
- La Martyre
- Ploudiry
- Pont-de-Buis-lès-Quimerch
- Rosnoën
- Saint-Eloy
- Saint-Ségal
- Saint-Urbain
- Tréflévénez
- Le Tréhou